# Quận Socorro, New Mexico
Quận Socorro là một quận thuộc tiểu bang New Mexico, Hoa Kỳ. Quận này có diện tích 17.216 km², dân số theo điều tra năm  2000 của Cục điều tra dân số Hoa Kỳ là 17.866. người. Quận lỵ đóng tại thành phố Socorro6. Quận được lập năm 1852, là một trong 9 quận ban đầu.

## Địa lý
Theo Cục điều tra dân số Hoa Kỳ, quận có diện tích 17.216 km2, trong đó có km2 là diện tích mặt nước.